# Yarrowita
La yarrowita és un mineral de la classe dels minerals sulfurs, i dins d'aquesta pertany a l'anomenat “grup de la calcosina-digenita”. Va ser descoberta l'any 1978 a Yarrow Creek, a l'estat d'Alberta (Canadà), sent nomenada així per aquesta localitat.
Un sinònim és la seva clau: IMA1978-022.

## Característiques químiques
És un sulfur simple de coure. El grup de la calcosina-digenita en el qual està són tots sulfurs de coure que cristal·litzen de diverses formes. És molt semblant i està estretament relacionat amb la spionkopita (Cu39S28), al costat de la qual es va descobrir.
Forma una sèrie de solució sòlida amb la Calcocita (Cu₂S), en la qual l'empobriment gradual en coure va donant els diferents minerals de la sèrie entre tots dos extrems.
A més dels elements de la seva fórmula, sol portar com a impureses comunes: ferro i plata.

## Formació i jaciments
Es forma com un producte de l'alteració a la intempèrie, com a reemplaçament lamel·lar d'altres sulfurs de coure en jaciments d'aquests. Sol trobar-se associat a altres minerals com: anilita, djurleita, spionkopita o tennantita. Als territoris de parla catalana ha estat descrita a la mina Eureka (La Torre de Cabdella, Pallars Jussà).